# 1982 في الأرجنتين
فيما يلي قوائم الأحداث التي وقعت خلال عام 1982 في الأرجنتين.

## سياسة

### تعيين في المنصب
- 1 يوليو – رينالدو بينيوني رئيس الأرجنتين.

### انتهاء فترة المنصب
- 18 يونيو – يوبولدو جالتييرى رئيس الأرجنتين.

## مواليد

### يناير
- 1 يناير – ديفيد نالبانديان لاعب كرة مضرب أرجنتيني.
- 13 يناير – غييرمو كوريا لاعب كرة مضرب أرجنتيني.
- 22 يناير – فابريسيو كولوتشيني لاعب كرة قدم أرجنتيني.[1]
- 23 يناير – جورجيلينا كرافيرو لاعبة كرة مضرب أرجنتينية.
- 29 يناير – ليوناردو بونزيو لاعب كرة قدم أرجنتيني.[2]

### فبراير
- 5 فبراير – رودريغو بالاسيو لاعب كرة قدم أرجنتيني.[3]
- 12 فبراير – ماتياس شولتز لاعب كرة يد أرجنتيني.

### مارس
- 3 مارس – أليخاندرو ألونسو لاعب كرة قدم أرجنتيني.[4]
- 14 مارس – جيزيلا فيغا لاعبة كرة سلة أرجنتينية.
- 15 مارس – بابلو كالاندريا لاعب كرة قدم أرجنتيني.[5]
- 19 مارس – باتريسيو أبرهام لاعب كرة قدم أرجنتيني.[6]
- 25 مارس – ماريانو دوندا لاعب كرة قدم أرجنتيني.

### أبريل
- 12 أبريل – خوان بابلو برزيسكي لاعب كرة مضرب أرجنتيني.
- 14 أبريل – ماورو سيتو لاعب كرة قدم أرجنتيني.[7]
- 18 أبريل – سانتياغو موريرو لاعب كرة قدم أرجنتيني.[8]

### مايو
- 7 مايو – ليوناردو بورزاني لاعب كرة قدم أرجنتيني.[9]
- 24 مايو – روبيرتو كولاوتي لاعب كرة قدم أرجنتيني.[10]
- 27 مايو – ماريانو بافوني لاعب كرة قدم أرجنتيني.[11]

### يونيو
- 7 يونيو – خيرمان لوكس لاعب كرة قدم أرجنتيني.

### يوليو
- 1 يوليو – لوسيانو ليغيزامون لاعب كرة قدم أرجنتيني.[12]
- 6 يوليو – مالينا بيشوت ممثلة أرجنتينية.
- 30 يوليو – فيكتوريا مورات[13]

### أغسطس
- 29 أغسطس – كارلوس دلفينو لاعب كرة سلة أرجنتيني.[14]

### سبتمبر
- 19 سبتمبر – خوان بابلو كانتيرو لاعب كرة سلة أرجنتيني.
- 24 سبتمبر – كريستيان ليديسما لاعب كرة قدم أرجنتيني.[15]
- 27 سبتمبر – لوكاس ماتيس ملاكم أرجنتيني.
- 28 سبتمبر – سيزار كارينيانو لاعب كرة قدم أرجنتيني.

### أكتوبر
- 10 أكتوبر – أليخو مانشو لاعب كرة قدم أرجنتيني.
- 20 أكتوبر – خوسيه أكاسوسو لاعب كرة مضرب أرجنتيني.

### نوفمبر
- 9 نوفمبر – بابلو باستيانيني لاعب كرة قدم أرجنتيني.[16]
- 10 نوفمبر – خوان أوخيدا لاعب كرة قدم أرجنتيني.[17]

### ديسمبر
- 15 ديسمبر – ماتياس ديلغادو لاعب كرة قدم أرجنتيني.[18]
- 20 ديسمبر – مارييلا فيتالي[19]

## وفيات

### سبتمبر
- 14 سبتمبر – فلاديسالو كاب (مواليد 1934) لاعب كرة قدم أرجنتيني.